# Mediebyrå
Mediebyråer, eller medieförmedlare, är företag som hjälper sina uppdragsgivare med marknadsföring i form av mediestrategier på såväl övergripande nivå som mer specifik kampanjplanering. En mediebyrå gör medierekommendationer och medieplaner för sina kunder. De hjälper även till med medievalet och upphandlar reklamplats i olika medier på uppdrag av sina kunder. Medieförmedlare är en förlegad beskrivning då det enbart syftar på transaktioner och administration och mediebyråer har en betydligt mer avancerad flora av tjänster. 
Mediebyråer tillför sina uppdragsgivare värden inom bland annat planning, målgruppsanalyser, förhandling, optimering av köpt reklamutrymmes placering, uppföljningar av annonsering med mera. 

I Sverige finns en förening för mediebyråer som har mer information om ämnet. För att bli medlem i Sveriges Mediebyråer antas de som uppfyller detta krav "Till medlem i föreningen kan antas den juridiska person som har sin huvudsakliga verksamhet att objektivt ge råd kring, planera och hantera transaktioner av medie- och kommunikationsaktivitet åt annonsör utan egen position, ägande eller säljuppdrag i aktuell kommunikationskanal."
I dagsläget har Föreningen Sveriges Mediebyråer ca 650 personmedlemmar fördelade på 26 mediebyråer, som idag hanterar drygt 13 miljarder kronor i kommunikationsinvesteringar åt sina uppdragsgivare. 